# Бантыш-Каменский, Николай Николаевич
Никола́й Никола́евич Банты́ш-Каме́нский (16 [27] декабря 1737, Нежин, Российская империя — 20 января [1 февраля] 1814, Москва, Российская империя) — русский историк, археограф и издатель, с 1800 года управляющий Московским главным архивом. Подготовил к печати и обнародовал многие древнерусские памятники и международные договоры. Отец историка Д. Н. Бантыш-Каменского.

## Ранние годы
Из молдавского дворянского рода. Сын вывезенного в Россию в детстве молдавского дворянина Николая Константиновича Бантыша (1703—1739) от брака с Анной Зертис-Каменской, дочерью малороссийского помещика Степана Константиновича Зертис-Каменского, переводчика восточных языков при гетмане Мазепе.
Рано лишился отца. Начальное образование получил от своей матери, затем учился в Нежинской греческой школе. По приглашению брата матери, епископа Переяславского и Дмитровского Амвросия, продолжил образование в Киево-Могилянской академии (1745—1754), затем в Славяно-греко-латинской академии (1754—1758). В свободное время в эти годы занимался чтением латинских писателей с учителем низших латинских классов Петром Егоровичем Левшиным. В 1758—1762 годах слушал лекции в открывшемся Московском университете (вместе с Потёмкиным, Марковым, Булгаковым), где слушал лекции по физике, математике, истории и французскому языку. За оказанные успехи произведён в звание университетского студента. В 1760 году был направлен в Санкт-Петербург для работы по переводу на русский язык первой части «Истории Петра Великого» Вольтера.

## Архивная служба
Указом Екатерины Великой от 31 декабря 1762 года зачислен актуариусом в Московский архив Государственной Коллегии иностранных дел. 27 марта 1766 года определён на должность помощника управляющего Архивом коллежского советника, историографа Герхарда Фридриха Миллера; под его руководством разбирал и описывал древние акты, хранившиеся без присмотра в сырых подвалах. В том же году написал первую научную работу — "Историческое показание о времени соцарствия и о форме титулов Царевны Софии Алексеевны.
Великий князь Николай Михайлович называет Бантыш-Каменского «архивным тружеником, фанатиком своего дела». В течение 52-х лет он изо дня в день в холодных помещениях древних палат «в пыльной атмосфере перебирал, пересматривал и отряхал бесчисленные рукописи». Вследствие неблагоприятных условий работы к 1780 году практически потерял слух.
Николай Бантыш едва не погиб во время чумного бунта 1771 года вместе с дядей, который был растерзан разъярённой толпой. В память о покойном родственнике (к тому времени занимавшем московскую архиепископскую кафедру), Бантыш принял его фамилию и стал именоваться Бантыш-Каменским. Это происшествие обратило на него внимание екатерининского правительства, однако молодой учёный из любви к своему архиву отказывался от всяких повышений, которые потребовали бы от него перемены работы. В частности, отказался он от места обер-секретаря в коллегии иностранных дел, которое предлагал ему вице-канцлер граф Остерман.
Бантыш-Каменский оказывал неоценимую помощь в подборе источников всем крупным историографам своего времени, от И. И. Голикова до Н. М. Карамзина. Только по прошествии двадцати лет работы в архиве, 7 ноября 1783 г., он был назначен вторым управляющим архивом, чему способствовал лестный отзыв Миллера о нём, который тот передал управлявшему коллегий иностранных дел графу Н. И. Панину.

## Руководство Московским архивом
Живший духом в дали веков и помнивший ужасы бунта 1771 года, Бантыш-Каменский отличался крайним консерватизмом. Он с беспокойством следил за обстановкой в стране и мире, видя всюду «якобинцев» и «язву» революции. Даже московский Английский клуб казался ему подозрительным. Для погружённого в фолианты отшельника было, как он писал, «удивительно, что не хотят люди спокойно жить и стопам предков своих следовать».
Это мировоззрение сближало его с Павлом I, в правление которого буксовавшая долгое время карьера Бантыша получила новый импульс. «За труды и ревность к пользе службы» 24 сентября 1799 г. он был произведён в действительные статские советники. 9 мая 1800 г. назначен управляющим московским архивом Коллегии иностранных дел, пожалован в тот же день почётным командором ордена св. Иоанна Иерусалимского за препровождённые им к графу Ростопчину (управлявшему в то время Коллегией иностранных дел) для государя два портрета императора Петра III.
2 января 1801 года получил от императора Павла бриллиантовый перстень за присылку креста, сделанного по повелению царя Алексея Михайловича и хранившегося вместе с другими церковными вещами в архиве.
22 сентября 1802 г. награждён орденом св. Владимира 3-й степени. После этого по поручению канцлера гр. А. Р. Воронцова занимался сочинением и составлением «Выписки из конференций иностранных министров, находившихся при российском дворе». Посылая графу А. Р. Воронцову «Акт о российско-императорском титуле», препроводил также «Дипломатическое собрание дел между Российским и Китайским дворами», написанное ещё в 1792; рукопись посвятил Александру Павловичу. Государь пожаловал ему за это бриллиантовый перстень.
По получении печатного экземпляра «Истории об унии» государь пожаловал Н. Бантыш-Каменскому бриллиантовый перстень. В 1808 г. избран членом Российской академии.
С 20 августа 1812 г., получив записку от начальника Москвы перед вторжением Наполеона в столицу, занимался упаковкой архива — уложил важнейшие дела в 305 сундуков и коробов. 23 августа выехал вслед за архивными бумагами во Владимир, затем в Нижний Новгород. Дом его в Москве «со всем добром и с книгами» и подмосковная усадьба были уничтожены при оккупации французами.
25 января 1813 года с архивом вернулся в Москву и, приютясь во флигеле архива, продолжал по-прежнему ходить в архив «для того только, — говорил он, — чтобы среди этой сокровищницы восстановлять упадающее здоровье, а с ним погасающую жизнь».
Последний труд — приготовление к напечатанию «Государственных грамот и договоров», прежде им описанных и приведённых в хронологический порядок, из которых первая часть издана в свет под его надзором в 1813 г.
20 января 1814 г. скончался на 77-м году жизни. Похоронен в Донском монастыре близ могил дяди-архиепископа и младшего брата Ивана (1739—1787, попечитель Воспитательного дома).

## Мемуарные свидетельства
По оценке великого князя Николая Михайловича, как историк Бантыш-Каменский «витал в мире царей, архиереев, бояр и посланников», поэтому не проявлял никакого интереса к истории «подлого» народа. Отшельническая жизнь среди столбцов и фолиантов не могла не отозваться на его характере. Мемуары бывших «архивных юношей», служивших под началом Бантыша, рисуют его сварливым нелюдимом. Вот, к примеру, свидетельство Вигеля:
Оглохший от холода и пыли архивной, «старый семинарист, белый монах, светский архиерей» казался подчинённым «всегда сердитым, озабоченным и ворчавшим»; «молнии его взглядов из-под тучи бровей сверкали, как меч Дамоклеса», пугая архивных юношей, тогда как с уст его летели по адресу этих франтиков, явившихся в этот архив лишь для получения чина, «краткие, энергические бранные слова». Впрочем, «дальше ругательства и брани тиранство его не простиралось», и подчинённый легко мог к нему подслужиться, хотя бы исправив свою скоропись и начав «в угождение ему прямить литеры по-старинному».

## Семья
Жена — Мария Ивановна, урождённая Купреянова (1755—1788), дочь владимирского помещика.
Дети:
- Анна (1775—1852), похоронена рядом с отцом;
- Дмитрий (1788—1850), известный историк, тобольский (1825—1828) и виленский (1836—1838) губернатор;
- Владимир (ок.1778—1829); 29 декабря 1828 года заточён в тюрьму Спасо-Евфимиевского монастыря за мужеложство, 22 января 1829 году скончался и был похоронен в монастырском саду[4];
- Екатерина.

## Научная и издательская деятельность
- 1766 — составил по поручению Миллера для императрицы Екатерины II шесть обстоятельных рукописных трактатов о разных вопросах историко-дипломатического характера.
- 1780, 1781 и 1784 — составил «Дипломатическое собрание дел между российским и польским дворами, с самого оных начала по 1700 г.» в 5 томах; этим сочинением впоследствии руководствовался историограф Н. М. Карамзин.
- составил «Дневную записку» (в тринадцати томах) всем делам, входящим и исходящим в коллегии иностранных дел с 1727 по 1738 г., и известие о хранящихся в архиве бумагах, составленное в систематическом порядке.
- составил «Дипломатическое собрание дел между Российским и Китайским государствами, с 1619 по 1792»; труд был отправлен в Коллегию иностранных дел, оставлен без внимания.
- 1794 — по поручению императрицы составил подробные сведения об униатах.
- 1797 — окончил описание дел «Греческих духовных и светских лиц, Китайского двора, Молдавии и Валахии».
- 1798 — описал «Дела о въездах в Россию иностранцев».
- 1799 — составил «Реестр и описание малороссийских и татарских дел».
- составил «Сокращённое дипломатическое известие о взаимных между российскими монархами и европейскими державами посольствах, переписках и договорах, хранящихся государственной Коллегии иностранных дел в московском архиве, с 1481 по 1800 г.» в 4-х томах.
- написал «Акт о российско-императорском титуле»
- составил «Выписку из конференций иностранных министров, находившихся при российском дворе».
- составил «Выписку из всех конференций бывших в России иностранных министров дворов: австрийско-цесарского, английского, гишпанского, Голландских штатов, датского, прусского, французского и шведского, с 1742 по 1762 г.».
- 1805—1809 — описал дела турецкого двора, пограничных с Польшею, сербских, славянских и других соседних с ними народов, а также азиатских.
- 1808 — составил «Реестр делам бывшей между Россиею и Пруссиею войны с 1756 по 1763 гг.»
- 1809—1810 — описал дела царствования императрицы Елисаветы Петровны с 1742 по 1762 гг.
- составил «Алфавит всем входящим и исходящим делам архива, с 1720 по 1811 гг.» (94 книги архивных дел).

Издал множество учебных книг, в которых нуждались духовные семинарии: латинские буквари (напечатаны в Москве — 1779, 1780, 1783, 1784, 1786 и в Лейпциге, 1786) и латино-французско-русские прописи (Москва, 1779, 1781, 1783, 1784, 1786, 1788, 1791). Кроме того, издал:
- Латинскую грамматику;
- Греческую грамматику Варлаама Лащевского;
- Еврейскую краткую грамматику Фроша;
- Риторику Бургия;
- Латинскую философию Баумейстера;
- Богословие Феофана Прокоповича в 3-х томах;
- латинскую «Фразеологию» Вагнера;
- «Богословие» Феофилакта Горского, епископа переяславского, на латинском языке;
- «Богословие» Иакинфа Карпинского, на латинском языке.

Занимался переводами, большинство из которых утрачены в 1812 г. вместе с собранием писем.
Участвовал в различных изданиях и научных предприятиях:
- «Древняя Российская Вивлиофика»,
- «Географический словарь Российского государства»,
- «Деяния Петра Великого» Голикова и других.

Подарил архиву 30 рукописей, в том числе:
- «Летописец Ростовский», известный под названием Архивского, которым руководствовался Карамзин,
- «Степенная книга российской истории»,
- «Псковский летописец»,
- «Иерархия российская» Адама Селлия и др.

В 1821 г. по указанию императора Александра Павловича были изданы на казённый счёт сочинения Н. Н. Бантыш-Каменского:
- «Собрание дел польского двора» в 5 томах,
- «Китайского» в 2-х томах.

### Избранные труды
- Латинская грамматика: В пользу российскаго юношества тщательно и ясно с российским переводом расположенная. — И при третичном издании исправленная и умноженная Николаем Бантышем-Каменским. — Москва: Унив. тип., у Н. Новикова, 1783. — VIII, 392 с.
- Отрывок из российской истории мало кому известный: С 1598—1613 года. — Петроград: В типографии Императорскаго Воспитательнаго дома, 1817. — [6], 200 c.
- Бантыш-Каменский Н. Н. Дипломатическое собрание дел между Российским и Китайским государствами с 1619 по 1792-й год : Сост. по документам, хранящимся в моск. арх. Гос. коллегии иностр. дел / Изд. в память истекшего 300-летия Сибири В. Ф. Флоринским. — Казань, 1882. — 565 с.
- Бантыш-Каменский Н. Н. Историческое известие о возникшей в Польше унии, с показанием начала и важнейших, в продолжении оной чрез два века, приключений паче же о бывшем от римлян и униятов на благочестивых тамошних жителей гонении, по высочайшему, блаженной памяти императрицы Екатерины II, повелению, из хранящихся Государственной коллегии иностранных дел в Московском архиве актов и разных исторических книг, … 1795 года собранное. — М.: Синодальная тип., 1805. — 454 с.
  - (С изд. 1805 г.). — Вильно: тип. А. Сыркина, 1864. — 399 с.
  - . — Вильно: тип. А. Сыркина, 1866. — 387 с.
- Бантыш-Каменский Н. Н. Источники Малороссийской истории, собранные Д. Н. Бантышем-Каменским, и изданные О. Бодянским. — М.: Унив. тип., 1858—1859. — Т. 1—2. — 340+340 с.
- Бантыш-Каменский Н. Н. Московские письма в последние годы Екатерининского царствования. От Н. Н. Бантыш-Каменского к князю А. Б. Куракину // Русский архив, 1876. — Кн. 3. — Вып. 11. — С. 255—284; Вып. 12. — С. 385—413.
- Бантыш-Каменский Н. Н. Обзор внешних сношений России (по 1800 г.). — М.: Комис. печатания гос. грамот и договоров при Моск. гл. арх. М-ва иностр. дел, 1894—1902. — Т. 1—4. — 304+272+319+463 с.
  - Обзор внешних сношений России (по 1800 год) : В 3 ч. — 2-е изд. — М.: Тип. Э. Лисснера и Ю. Романа, 1894—1897.
- Бантыш-Каменский Н. Н. Отрывок их российской истории, мало кому известный. С 1598-1613 г.. — Петроград: тип. Имп. Воспитательного дома, 1817. — 200 с.
- Бантыш-Каменский Н. Н. Переписка между Россиею и Польшею по 1700 год, составленная по дипломатическим бумагам… // Чтения в О-ве истории и древностей российских при Моск. ун-те. — 1860. — Т. 4. — С. I-VIII, 1-189. || . — 1862. — Т. 4. — С. 1—144.
  - Бантыш-Каменский Н. Н. Переписка между Россиею и Польшею по 1700 год, составленная, по дипломатическим бумагам…. — М.: Унив. тип., 1862. — Т. 1—3. — 189+125+144 с.
- Бантыш-Каменский Н. Н. Реестр делам крымского двора с 1474 по 1779 год. — 2-е изд. — Симферополь: Тип. Таврическ. губернск. правления, 1893. — 228 с.
- Бантыш-Каменский Н. Н. Реестры Греческим делам Московского архива Коллегии иностранных дел : Рос. гос. арх. древ. актов. Фонд 52. Опись 1. — М.: Индрик, 2001. — 414 с. — (Библиотека «Россия и Христианский Восток» / Редкол.: Г. И. Вздорнов и др. ; Вып. 2). — 1000 экз. — ISBN 5-85759-148-1.
- Бантыш-Каменский Н. Н. Российские генералиссимусы и генерал-фельдмаршалы. — М.: Эксмо, 2007. — 606 с. — (Российская империя). — 4000 экз. — ISBN 978-5-699-23973-3.
- Бантыш-Каменский Н. Н. Списки кавалерам российских императорских орденов Св. Андрея Первозванного, Св. Екатерины, Св. Александра Невского и Св. Анны с их учреждения до установления в 1797 году орденского капитула / подгот. П. А. Дружинин. — М.: Трутень : Древлехранилище, 2006. — 225 с. — 300 экз. — ISBN 5-94926-007-4. ISBN 5-93646-092-4
  - Списки…. — 2-е изд. — М.: Трутень : Древлехранилище, 2006. — 228 с. — 500 экз. — ISBN 5-94926-007-4.
- Бантыш-Каменский Н. Н. Энциклопедия знаменитых россиян. — М.: Эксмо, 2008. — 799 с. — 6000 экз. — ISBN 978-5-699-24484-3.

учебная литература
- Бантыш-Каменский Н. Н. Латинская грамматика в пользу российского юношества тщательно и ясно с российским переводом расположенная. — 3-е изд. — М.: Университетск. тип., 1783. — 392 с.
  - . — 13-е изд. — М.: Университетск. тип., 1818. — 392 с.
- Бантыш-Каменский Н. Н. Латинской букварь в пользу обучающегося в российских училищах юношества. — 3-е изд. — М.: Университетск. тип., 1784. — 48 с.
- Бантыш-Каменский Н. Н. Первоначальные латинские слова с российским переводом. — СПб.: тип. Акад. наук, 1780. — 106 с. — 2400 экз.
  - . — СПб.: тип. Корпуса чужестранных единоверцов, 1795. — 126 с.
  - Первоначалие латинского языка. — 14-е изд. — М.: Губернск. тип., 1813. — 103 с.

Переводы, подготовка к изданию
- Слово о полку Игореве:
  - Ироическая песнь о походе на половцов удельнаго князя Новагорода-Северскаго Игоря Святославича, : Писанная старинным русским языком в исходе XII столетия : С преложением на употребляемое ныне наречие. — М.: Сенат. тип., 1800. — 46 с. — (1-е изд. «Слова о полку Игореве». Подготовлено по рукоп. XVI в. владельцем рукоп. А. И. Мусиным-Пушкиным в сотрудничестве с А. Ф. Малиновским и Н. Н. Бантыш-Каменским. — В 1812 г., во время пожара Москвы, рукоп. «Слова о полку Игореве» сгорела и 1-е печат. изд. «Слова» приобрело значение первоисточника).
- Байер Т. З. История о жизни и делах Молдавского господаря князя Константина Кантемира / Пер. и изд. Н. Н. Бантыш-Каменский. — М., 1783.
- Димитрий. Дневные записки святого чудотворца Димитрия, митрополита Ростовского, изданные с собственноручно писанной им книги, находящейся в Киевопечерской библиотеке / Пер. Н. Н. Бантыш-Каменский. — 2-е изд. — М.: Унив. тип., 1781. — 112 с. — (Книга была изъята из продажи. 1-е изд. опубликовано: // Древняя российская вивлиофика. — 1774. — Ч. 6, дек. — С. 315—408).
- Коменский Я. А. Правила благопристойности / Для преподавания обучающемуся юношеству собрал Н. Н. Бантыш-Каменский. — СПб., 1792. — 37 с.